# Rappoltstein

Wappen von Rappoltstein

Der Name Rappoltstein bezeichnet ein historisches Herrschaftsgebiet des Heiligen Römischen Reichs um die Burgen Hohrappoltstein, Girsberg und Ulrichsburg im Gebiet um Ribeauvillé (dt. Rappoltsweiler) im Elsass. Die seit 1680/81 unter französischer Souveränität stehende Herrschaft verlor die vertraglich garantierten quasi-landesherrlichen Rechte mit der Französischen Revolution 1789. Landesherren waren die Herren zu Rappoltstein. Nach diesen ist auch die Kölner Studentenverbindung K.D.St.V. Rappoltstein (Straßburg) benannt. Seit 1783 ist Graf von Rappoltstein ein Anspruchstitel der Fürsten von Waldeck und Pyrmont.

## Geschichte
Der Ort Ribeauvillé wird erstmals 759 als Ratbaldouilare erwähnt; weitere Nennungen sind Ratbertouillare (768), Ratpoldesuilare (896) und Rapolswilre (1162). Seit 1038 sind die Herren zu Rappoltstein urkundlich fassbar. Nach deren Aussterben 1673 fiel die Herrschaft Rappoltstein (Ribeaupierre) und mit ihr die Stadt an die Wittelsbacher Linie Pfalz-Birkenfeld, ab 1734 Pfalz-Birkenfeld-Zweibrücken. Ab 1680/81 stand die Herrschaft Rappoltstein unter der Souveränität Frankreichs, jedoch wurde die französische Verwaltung erst im Zuge der Auflösung der Feudalherrschaften durch Beschluss der Französischen Nationalversammlung vom 4. August 1789 eingeführt. Dies wurde 1801 auch völkerrechtlich sanktioniert.

## Geografische Eingrenzung

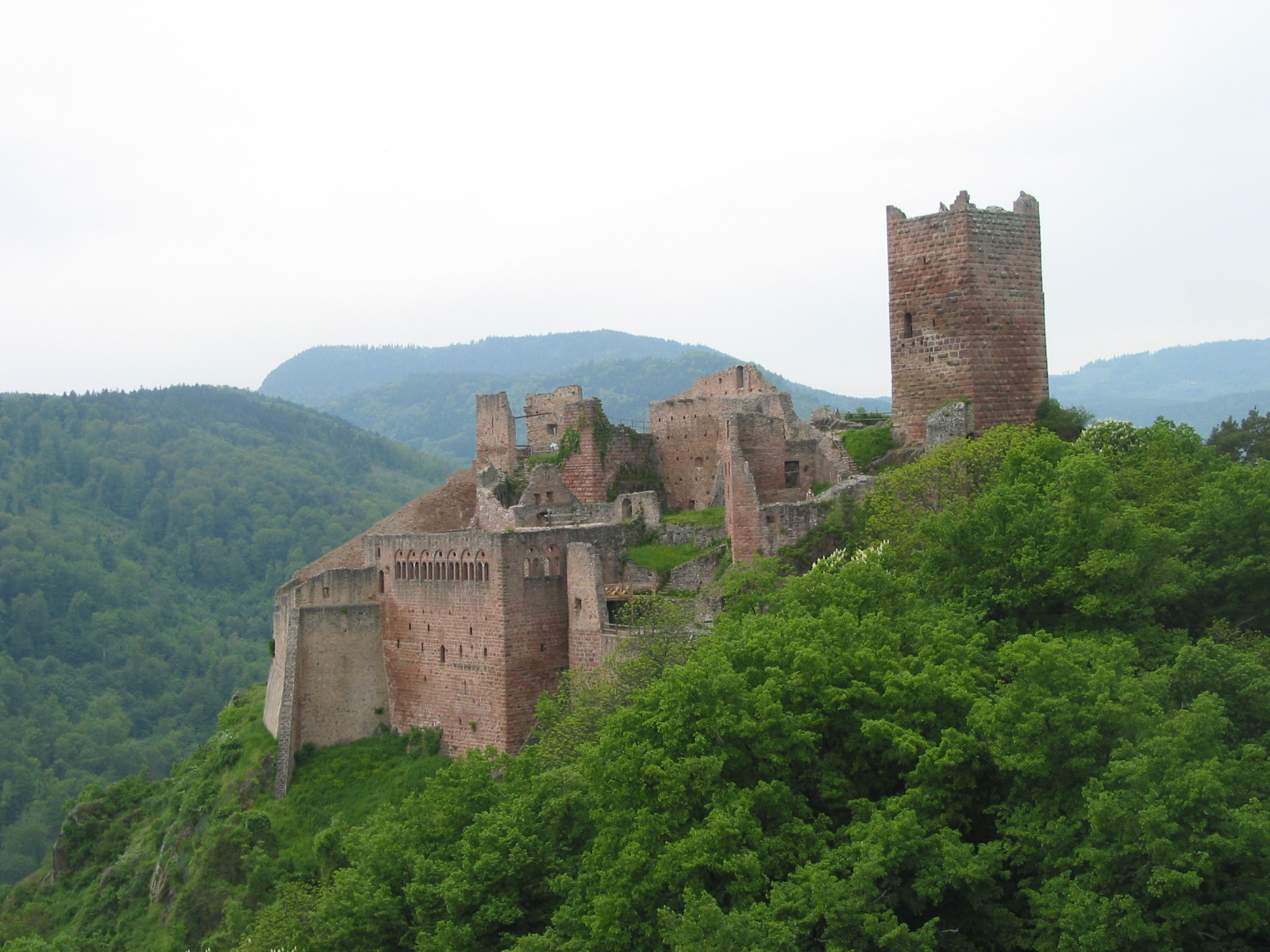
Die Ulrichsburg in Ribeauvillé

Bis um das Jahr 1300 kann Rappoltstein auf die Stadt Rappoltsweiler, als Mittelpunkt eines Bannbezirks, in dem zugleich Hoch- und Niedergericht ausgeübt wurden, zusammen mit den drei Rappoltsteiner Burgen, sowie die Burg Hohnack, Burg Gemar, die Gutenburg und die Ortschaften Weier-im-Tal und Hausen eingegrenzt werden. Dieses Gebiet gilt als das Kerngebiet der Rappoltsteiner. Nach 1300 kamen noch weitere Ortschaften hinzu, die dann nicht mehr zum Kerngebiet gezählt wurden.
Es war damals üblich, Eigenbesitz an weltliche oder geistliche Herren zu übertragen, um diesen dann als Lehen zurückzuerhalten. Deshalb kann heute keine eindeutige Feststellung darüber getroffen werden, ob Teile der oben genannten Lehen ursprünglich oder zwischenzeitlich Rappoltsteiner Eigenbesitz waren. Festzuhalten ist, dass sich die Herrschaft der Herren zu Rappoltstein aus hoheitlichen und nicht aus grundherrlichen Rechten herleitete, obwohl sich im Laufe der Jahrhunderte ein sehr bedeutendes Grundeigentum der Rappoltsteiner herausgebildete.
Siehe auch: Das Pfeiferrecht, ein kaiserliches Lehen der Herren zu Rappoltstein.

## Besitztümer
Die Rappoltsteiner Herrschaft setzte sich aus einer Vielzahl von Lehen zusammen, die zusammen das Herrschaftsgebiet Rappoltstein bildeten. Im Eigenbesitz der Herren zu Rappoltstein war ursprünglich wohl nur eine Hälfte von Rappoltsweiler. Lehnsherren im Kernland waren im Einzelnen
- das Bistum Basel für eine Hälfte von Rappoltsweiler, die Burg Hohrappoltstein und die Ulrichsburg, Weier-im-Tal u. a.[1]
- das Herzogtum Luxemburg für die Burg Girsberg
- das Bistum Straßburg für die Burg Gemar u. a.
- das Herzogtum Österreich für die Burg Hohnack (franz. Château du Hohnack), die Judenburg u. a.
- Hausen war Reichslehen

## Die Rappoltsteiner Burgen

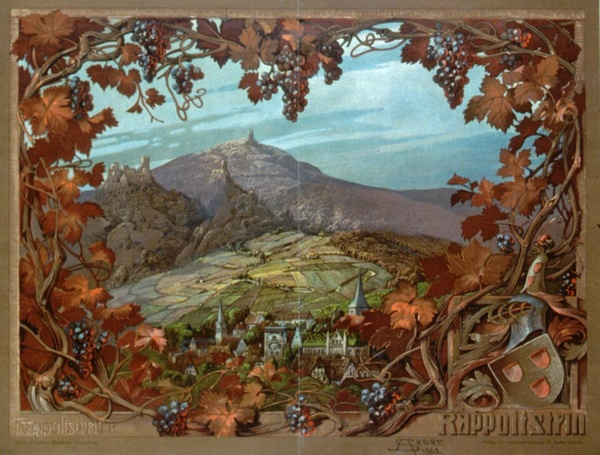
Anton Seder: Rappoltstein

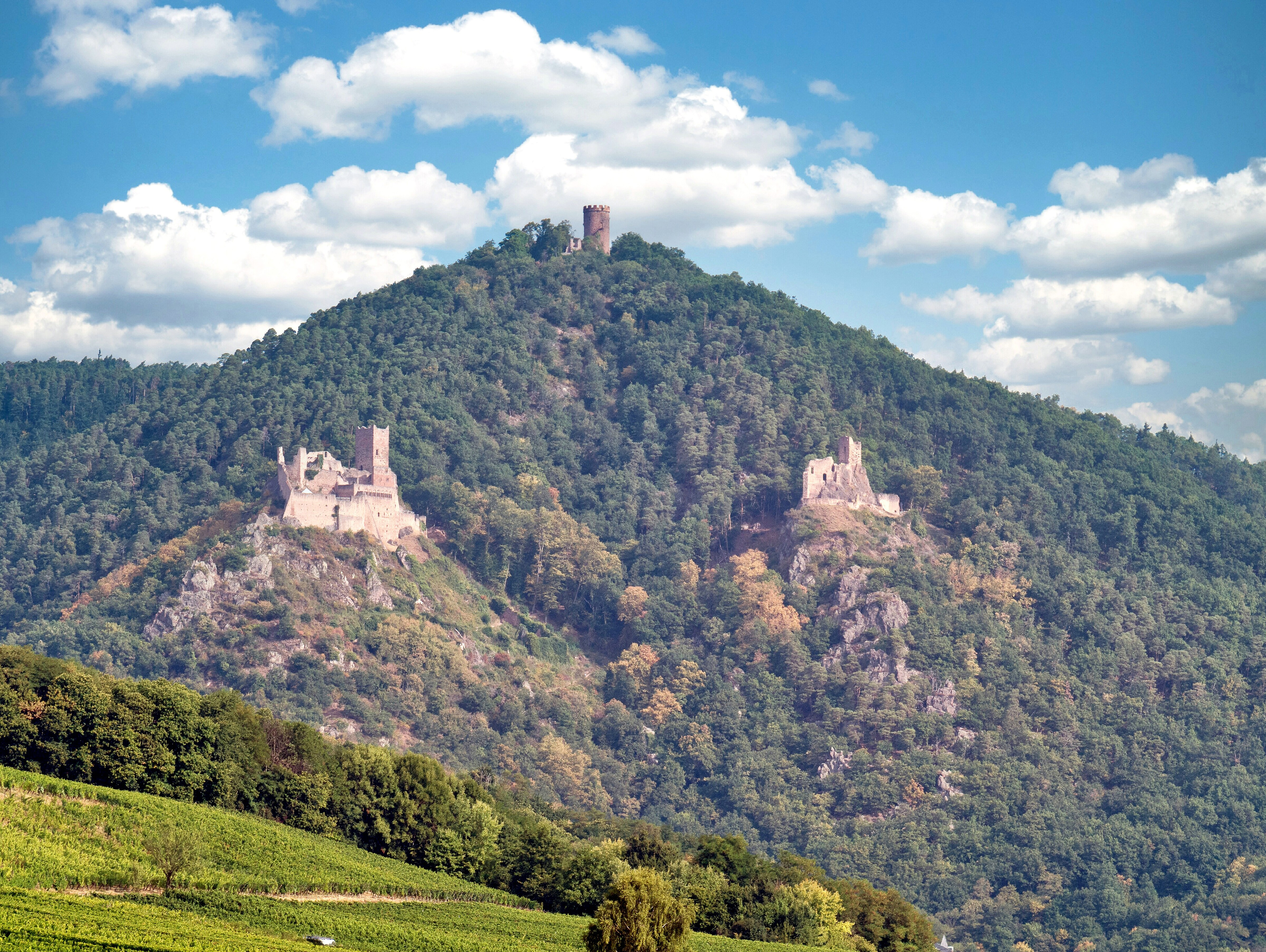
Die drei Rappoltsteiner Burgen

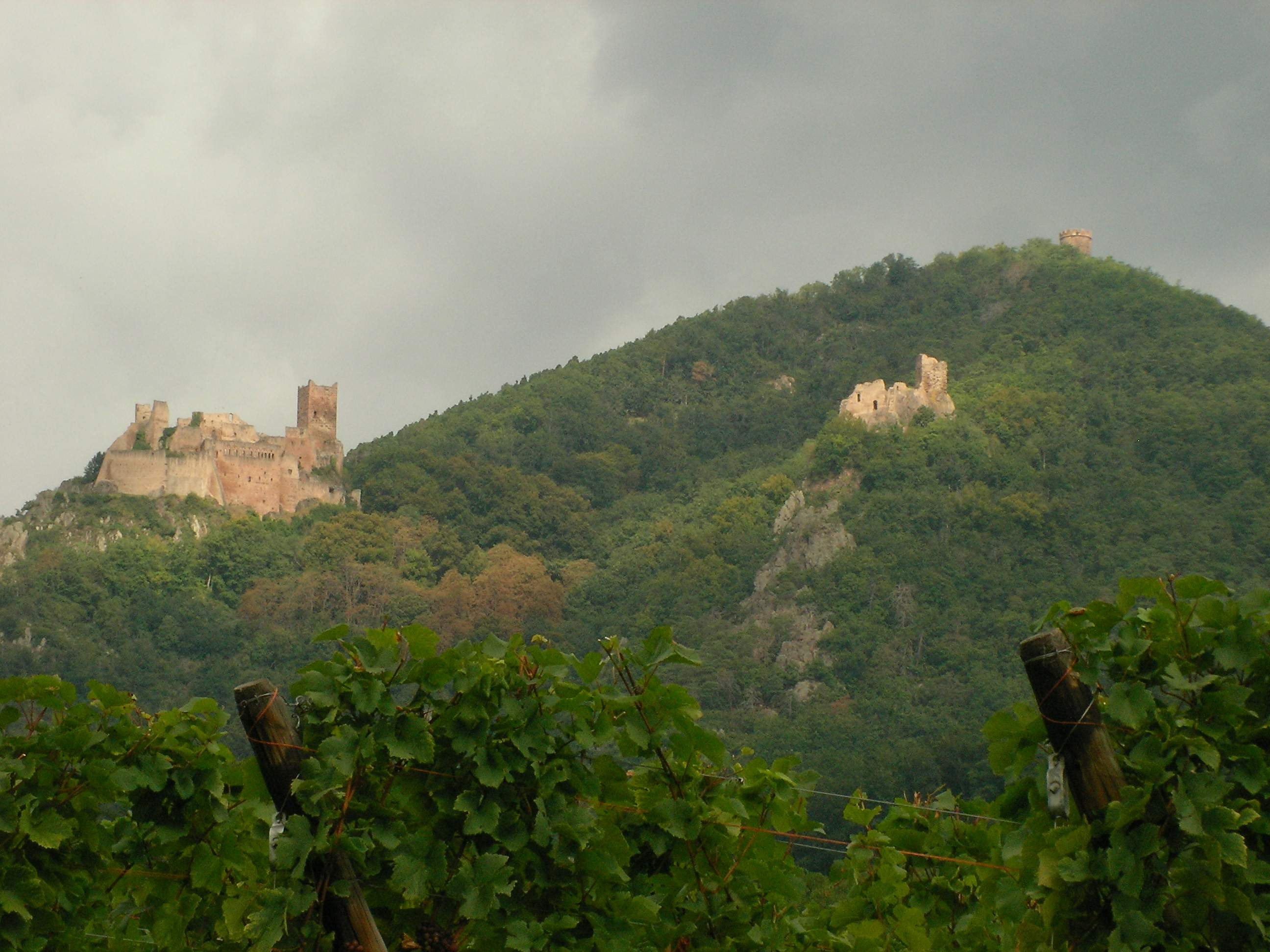
Ulrichsburg, Girsberg und Hohrappoltstein

In der Topographia Alsatiae von Matthäus Merian heißt es:

„Drey Schlösser auf einem Berg, Drey Kirchen auf einem Kirchhoff, Drei Städte in einem Thal, Drey Offen in einem Sahl, Ist das ganze Elsass überal.“
Die drei Rappoltsteiner Burgen sind sehr bekannt und wurden auf vielen Abbildungen veröffentlicht. Bei Bodo Ebhardt heißt es: Sie „verdienten die allgemeine Aufmerksamkeit, welche sie gefunden haben, nicht nur ihres meisterhaften Aufbaues halber, sondern vor allem auch wegen des Reichtums ihrer Geschichte und des hohen Alters, auf welches das Geschlecht ihrer Besitzer, der Rappoltsteiner, zurückblicken konnte.“ Eng verknüpft sind die drei Burgen mit der Geschichte des Elsass. Sie waren es, die Merian Veranlassung gaben zur Zitierung des eingangs erwähnten Sprichwortes. Hier hat das Geschlecht derer von Rappoltstein, die in weiblicher Linie Vorfahren der Hohenzollern geworden sind, bis 1673 gewohnt. Bemerkenswert ist, dass zwischen den Herren der drei Burgen Hohrappoltstein, Ulrichsburg und Girsberg oft Streit und Fehde bestanden. So wurde zum Beispiel die Burg Girsberg 1422 von den Rappoltsteinern erobert, wobei Hans von Girsberg, der letzte seines Geschlechts und Rappoltsteiner Lehnsmann, von einem Rappoltsteiner erschlagen wurde.
- Die nördliche, auf der Bergspitze gelegene Burg ist Hohrappoltstein (642 Meter über NN)
- Die mittlere, Girsberg (528 Meter über NN)
- Die südliche, die Ulrichsburg (530 Meter über NN)

Noch 1904 hieß es: „Bilden die beiden anderen Ruinen wüste, aber höchst malerische Trümmerhaufen, so bietet die Ulrichsburg eine reiche Quelle der künstlerischen Sprache des Burgenbaus.“ Alle drei Burgen sind heute Ruinen.